# Firas Chaouat
Firas Chaouat (Sfax, 8 de mayo de 1996) es un futbolista tunecino que juega en la demarcación de delantero para el Club Africain del Championnat de Ligue Profesionelle 1.

## Selección nacional
Debutó con la selección de fútbol de Túnez el 16 de octubre de 2018. Lo hizo en un partido de clasificación para la Copa Africana de Naciones de 2019 contra Níger que finalizó con un resultado de 1-2 a favor del combinado tunecino tras el gol de Youssouf Oumarou para Níger, y un doblete del propio Chaouat para Túnez.

### Goles internacionales
| # | Fecha                 | Estadio                                       | Oponente | Gol | Resultado | Competición                                             |
| - | --------------------- | --------------------------------------------- | -------- | --- | --------- | ------------------------------------------------------- |
| 1 | 16 de octubre de 2018 | Estadio General Seyni Kountché, Niamey, Níger | Níger    | 0-1 | 1–2       | Clasificación para la Copa Africana de Naciones de 2019 |
| 2 | 16 de octubre de 2018 | Estadio General Seyni Kountché, Niamey, Níger | Níger    | 0-2 | 1–2       | Clasificación para la Copa Africana de Naciones de 2019 |

## Clubes
| Club                    | País           | Año       | Partidos | Goles |
| ----------------------- | -------------- | --------- | -------- | ----- |
| CS Sfaxien              | Túnez          | 2015-2016 | 2        | 0     |
| Olympique Béja (cedido) | Túnez          | 2016      | 7        | 0     |
| CS Sfaxien              | Túnez          | 2016-2020 | 71       | 24    |
| Abha Club               | Arabia Saudita | 2020      | 13       | 1     |
| CS Sfaxien              | Túnez          | 2020-2022 | 62       | 20    |
| Ismaily SC              | Egipto         | 2022-2023 | 24       | 8     |
| Muharraq Club           | Baréin         | 2023-2024 | 16       | 7     |
| Étoile du Sahel         | Túnez          | 2024-2025 | 29       | 18    |
| Club Africain           | Túnez          | 2025-     |          |       |